# Municipio de Henry (Illinois)
El municipio de Henry (en inglés: Henry Township) es un municipio ubicado en el condado de Marshall en el estado estadounidense de Illinois. En el año 2010 tenía una población estimada de 2700 habitantes y una densidad poblacional de 63,52 personas por km².

## Geografía
El municipio de Henry se encuentra ubicado en las coordenadas 41°7′9″N 89°23′10″O / 41.11917, -89.38611. Según la Oficina del Censo de los Estados Unidos, el municipio tiene una superficie total de 42.5 km², de la cual 37,8 km² corresponden a tierra firme y (11,06 %) 4,7 km² es agua.

## Demografía
Según el censo de 2010, había 2700 personas residiendo en el municipio de Henry. La densidad de población era de 63,52 hab./km². De los 2700 habitantes, el municipio de Henry estaba compuesto por el 98,22 % blancos, el 0,26 % eran afroamericanos, el 0,15 % eran amerindios, el 0,41 % eran asiáticos, el 0,11 % eran de otras razas y el 0,85 % eran de una mezcla de razas. Del total de la población el 0,93 % eran hispanos o latinos de cualquier raza.